# Медяна (Пильнинский район)
Медяна — село в Пильнинском районе Нижегородской области России, административный центр Медянского сельсовета. Через село протекает река Малая Медянка, на северо-западной окраине села впадающая в реку Медяну.

## Население
| 2002 | 2010 |
| ---- | ---- |
| 1141 | ↘943 |

## История
По переписи 1624 года село значилось как многопоместное. Население, согласно ревизским сказкам – русские и новокрещённая мордва. 
Некоторые крестьяне села Медяна приняли активное участие в бунте Емельяна Пугачёва: покалечили 6 помещиков, а 47 мелкопоместных господ убили. Также известно, что в июле 1774 года Пугачёв  отступал из Курмыша в Алатырь через Медяну. В том же 1774 году в Медяне были поставлены виселицы, колёса и глаголи за «смертное убивство злодеями и того ж села крестьянами разных онаго села помещиков».. 
В 1780 году село Медяна вошло в состав Языковской волости  Курмышского уезда Симбирской губернии (прежде оно было в Низсурском стане Алатырского уезда) и всего включало в себя 1090 человек (28 экономических и 1062 помещичьих крестьян).
В 1803 году в Медяне было 451 крепостных душ помещиков Василия Арсеньева, прапорщика Федора  Крылова, поручика Антона Бобоедова, надворного советника Луки Лихутина, прапорщика Николая Мантурова и многих мелкопоместных господ. Остальные люди, почти полсела – удельные и государственные крестьяне. В 1840 году (судя по метрическим книгам) помещики в селе: Левашов, Лихутин, Неронов, Васильев, Кишенский, Зубов, Жидовинов, Брюхов, Моднёв, Метальникова, Пашкова, Протопова, Петровская. По переписи 1859 года в Медяне было 299 дворов и 2186 крестьян, также в селе были две церкви и базар.
В 1905 году некоторые крестьяне Медяны принимали участие в I русской революции. Крестьянин Иван Макаров привёз в село газету «Правда», тайные политсобрания проходили в избе сапожника Владимира Блинникова. Летом 1905 года крестьяне сожгли дом священника Соловьёва и кабак купца Калина. В августе крестьянин Арсентий Лапшов поджёг 26 стогов сена помещика Левашова и двор священника Победоносцева. В первую декабрьскую пятницу собравшиеся мятежники разгромили винные магазины купцов Калина и Телегина, казённые и церковные лавки, также начали громить хутора помещиков. К Медяне ближе всего оказался хутор Левашова. Приехав, бунтовщики потребовали старосту отворить амбары, но тот отказался, выдал  ключи, а сам посадил семью на телегу и уехал; больше его никто не видел. Мужики же забрали помещичий хлеб, сбрую, различный инвентарь, скот. Левашов уехал в Курмыш и через 2 дня, в сопровождении станового пристава и отряда казаков вернулся в село. Двадцать дней длились обыски и аресты, сто человек было арестовано, пятьдесят выпорото. 
В начале февраля 1918 года в Медяну приехал член уездного комитета Михаил Крымов, в тот же день на школьной площади собрали митинг. Выступавшие фронтовики и активисты призывали всех, чтобы признать Советскую власть. Тут же избрали председателем сельсовета Филиппа Чимрова.  В мае того же года многих медянцев мобилизовали в Красную Армию, в том числе и председателя сельсовета Чимрова. Новым председателем был избран Николай Панфилов. В 1919 году активисты села начинают вступать в ВКП(Б), первым вступил Данила Лапшов. В 1923 году коммуниста Ивана Лопухова избирают председателем сельсовета. 7 января 1924 года Лопухов был убит в окно пулей из обреза.
В 1919 году в здании начальной школы создаётся клуб, первым заведующим назначен Илья Лапшов. За 10 лет его руководства Народным домом было поставлено более 30 крупных пьес, проведено около 50 концертов. Были поставлены такие пьесы как «Платон Кречет» Корнейчука, «Женитьба» Гоголя, «Тяжёлое обвинение» Шейнина, «Свои люди, сочтёмся» Островского, «Разлом» Лавренёва, «Семья» Попова, «Третья патетическая» Погодина. После Лапшова, который уйдя с должности руководителя, работал в Народном доме сторожем, заведующими клубом были А.И. Кочнев и П.Ф. Чернышёв. Многие люди, обычные крестьяне, хорошо играли на сцене. Дом Культуры сохранился и до наших дней. До сих пор в нём проводят праздничные мероприятия и концерты.
Зимой 1930 года началось вступление в колхоз под контролем председателя сельсовета Фёдора Шишляева и его помощника Данилы Лапшова. Вскоре из Сергача приезжает рабочий Павел Беляев, который становится председателем колхоза. Колхозная контора разместилась в бывшем доме умершего священника Победоносцева, но была перенесена в бывший дом кулака Саляева, а «поповскую усадьбу» отдали школе.
В 1934 году в колхозе состояло 842 хозяйства с 1152 членами, но по-прежнему многие люди продолжали жить единоличниками. В этом же году были раскулачены торговцы Китаев и Сафронов, промышленники Спирин и Саляев, купцы Суворов и Калин, и много других людей, объявленных «мироедами, кулаками и эксплуататорами».
В Великую Отечественную войну из Медяны на фронт ушло 609 человек, в том числе и председатель сельсовета Прохор Буравин. Вернулся же только 191 человек. 90 человек возвратились с орденами и медалями. 

## Медянский Покровский женский монастырь
Медянский Покровский женский монастырь открылся указом Священного Синода 13 декабря 1897 года. Первоначально возникшая в Пильне, Медянская монашествующая женская община ждала этого дня 38 лет.
Женский монастырь разместился на намоленном месте более древнего Николаевского мужского монастыря. Женский монастырь в Медяне образовывается на старом намоленном месте, на месте более древнего монастыря, от которого, после его закрытия, остается лишь пустое место, на котором высится «деревянный столб с иконою, никаких других следов существования ея не осталось» Тот был упразднён в 1764 году, и пугачёвцы (как считают некоторые краеведы) в 1773 году его не жгли. Мужской монастырь возник при царе Алексее Михайловиче и был узаконен в 1687 году при совместном правлении царей Петра и Иоанна. А до этого там же находилась монашеская община, заведённая при царе Михаиле Фёдоровиче, но просуществовавшая недолго.
Монастыри, и Николаевский мужской, и Покровский женский, располагались при селе Медяне у деревни Чукалы, при впадении речки Малой Медянки в Большую Медяну. 